# Дитинство Бембі
«Дитинство Бембі» (рос. «Детство Бемби») — російський радянський художній фільм 1985 року за мотивами казки Фелікса Зальтена «Бембі». Друга частина дилогії — фільм «Юність Бембі».

## Сюжет
У лісі свято, народилося оленятко Бембі, син ватажка, принц, спадкоємець корони. Бембі ще маленький, і весь величезний світ навколо нього постає як чарівна казка. У цій казці він зустрічає безліч чудес: звірів і дерева, сонце і річку, своїх троюрідних брата і сестру, білочку, веселих зайців і прекрасних лебедів. Але в казковому лісі, де всі живуть дружно, є Він. Той, чиє ім'я не називають. Кого бояться всі, навіть найсильніші звірі. На Бембі чекає низка небезпек, пригод і нових знань, перш ніж він виросте і займе по праву місце неназваного батька — стане лідером своєї зграї.

## У ролях
- Ваня Бурляєв —  маленький Бембі
- Микола Бурляєв —  юнак-Бембі
- Катя Личова —  маленька Фаліна
- Галина Бєляєва —  дівчина-Фаліна
- Наталія Бондарчук —  Агні, мати Бембі
- Маріс Лієпа —  батько Бембі
- Лев Дуров —  пугач Сава
- Інна Макарова —  тітка Неттла
- Галина Артьомова —  Енна, мати Фаліни і Гобо
- Максим Шальнєв —  Гобо, брат Фаліни
- Айваріс Лейманіс —  Карус
- Ілзе Лієпа —  Лебідь-мати
- Гедімінас Таранда —  Лебідь-батько
- Давид Юліс —  Зайченя
- Ліза Кисельова —  Білочка
- Михайло Євдокимов —  озвучування тварин  (в титрах не вказаний)

## Знімальна група
- Автори сценарію:  Наталія Бондарчук, Юрій Нагібін, Фелікс Зальтен
- Режисер:  Наталія Бондарчук
- Оператор: Олександр Філатов
- Художник: Тетяна Філатова
- Композитор: Борис Петров